# ロザリー・ブラッドフォード
ロザリー・ブラッドフォード（Rosalie Bradford、1943年8月27日 - 2006年11月29日）は、かつて世界一重い女性としてギネス世界記録を保持していたアメリカ人女性。

## 体重の増加
20代前半にある男性と出会い、結婚した。やがて二人の間には息子が生まれた。ブラッドフォードは息子と一緒に家にいて、よく料理をするようになった。彼女の体重は、食欲と同様に制御不能なほど加速し続けた。結局、彼女はいくつかのダイエットを試し、ウェイト・ウォッチャーズに入会したが、ほとんど成功しなかった。
ブラッドフォードは、血液感染症で入院した後、ベッド上での安静が必要だったため体重増加が加速し、ついに運動を断念した。彼女は8年間動けないままだった。1987年1月の体重測定では540kgだった。1988年、彼女は鬱と苛立ちのあまり、鎮痛剤で自殺を図ったが、体重のため、鎮痛剤では2、3日しか眠れなかった。

## 体重減少
心配した友人が、減量業界でおなじみのリチャード・シモンズに連絡した。そしてシモンズはブラッドフォードに連絡を取り、彼女とじっくり話をした。彼女は、シモンズが "神はクズを作らない、あなたには努力する価値がある "と言ったのを思い出した。電話の後、彼女は彼からエクササイズ・テープと食事プランの入った小包を受け取った。
ブラッドフォードは、ビデオに合わせて手を叩くことから始めた。「私ができる唯一の動きだった」と彼女は語っている。 彼女はダイエットに集中し、シモンズのプランに従った。1年後、彼女は190kgの減量に成功した。やがて彼女は理学療法士からさらに外部の助けを得て、体重はすぐに230kgまで落ち、合計251kgの減量に成功した。ブラッドフォードは減量計画を続け、最終的には体重を128kgまで減らし、合計416kgの減量を達成した。 彼女の脚のリンパ系は、減量によって残った余分な皮膚を取り除くための5回の手術のうちの1回で損傷した。
ブラッドフォードはチャンネル4のテレビ番組『BodyShock』に出演し、パトリック・デュエルにアドバイスを送った。 このエピソードは2007年8月に初めて放送された。

## 死去
ロザリー・ブラッドフォードは2006年11月29日、レイクランド（フロリダ州オーバンデールの自宅近く）の病院で死去した。彼女は63歳で、夫のボブ・ブラッドフォードと息子のロビーがいた。2013年、彼女は女性最多減量記録をマイラ・ロザレスに奪われた。

## データ
- 体重: 544kg
- BMI: 193.7kg/m2
- 身長: 168cm